# Bouillac (Aveyron)
Bouillac é uma comuna francesa na região administrativa de Occitânia, no departamento de Aveyron. Estende-se por uma área de 8,2 km². Em 2010 a comuna tinha 412 habitantes (densidade: 50,2 hab./km²).